# Stufenschnitt
Der Stufenschnitt ist eine Schnittvariation von langem, mittellangem und kurzem Haar. Anstatt die Spitzen stumpf, also alle auf gleiche Länge zu schneiden, wird das Haar bei dieser Frisur nach oben zum Kopf hin kürzer, um so den Effekt der Stufen zu erzeugen. Die Haare enden also nicht alle auf der gleichen Höhe, sondern immer höher, je näher sie sich am Scheitel befinden.

## Varianten des Stufenschnitts

### Angestuftes Haar
Von angestuftem Haar spricht man, wenn nur bestimmte Partien des Kopfes stufig geschnitten sind, also zum Beispiel bei einer Kurzhaarfrisur der Nacken oder bei einer Langhaarfrisur das Deckhaar.

### Gestuftes Haar
Wenn alle Haare stufig geschnitten sind, also nicht nur ein langsamer Übergang zwischen Pony und Nackenhaar geschnitten wird, sondern auch das Deckhaar stufig ist.

### Fransig geschnittene Ährenreihe
Bei dieser Variante wird das Haar extrem durchgestuft und ausgetrocknet, so dass man ein sehr flippiges, modernes, manchmal auch etwas „punkiges“ Aussehen erhält.